# 南義郎
南 義郎（みなみ よしろう、本名：清水 真浪、1907年4月14日 - 1970年12月3日）は、日本の漫画家。1940年代後期から1960年代にかけて多数の漫画を執筆した。

## 人物・経歴
山梨県甲府市出身。1921年に上京し、同8月に歯科技工士となる。その傍ら、歯科医の義兄より日本画を教わる。
1930年より新聞や雑誌への投稿を初め、1933年には漫画家団体である新鋭漫畫グループを結成した。1933年から1936年にかけて『東京パック』に執筆の他、戦前から戦中にかけて多くの執筆活動を行った。その後、1944年に新漫画派集団に加わるが、1945年に空襲により罹災。山形県に疎開後、終戦。1948年に日本共産党に入党している。その後は様々な雑誌や新聞への執筆を行いながら「平和のための美術展」に多く出品した。1966年頃より胆石による入退院の後、1970年12月3日に胆汁性肝硬変により死去。

## 作品

### 連載漫画
- 頑張り父娘（漫画 1945年 - ????年）
- マルさん→こん平ちゃん（東京タイムス 1946年 - ????年）
- リボンのうさちゃん（こどもマンガタイムズ→りぼん 1947年 - ????年）
- なかちゃん・よっちゃん（少女ブック 1948年 - 1949年）
- トップ君 （サイエンス 1948年 - 1949年）
- ジロちゃん（主婦の友 1949年）
- 仲ちゃんだより（少女ブック 1950年）
- ピンクちゃん（少女サロン 1952年 - 1953年?）
- モモちゃんミミちゃん（少女ブック 1952年 - 1953年?）
- テレビ・コンビ（女学生の友 1953年 - 1954年）
- 再憂記・孫悟空（アカハタ 1954年4月 - 1955年11月）
- ノン子とチヨ子（女学生の友 1954年 - 1955年）
- うちのかあちゃん（アカハタ 1955年 - 1962年）
- みよちゃんのしゃぼん玉（日本のこども 1956年 - 1957年）
- おみっつぁん（農業共済新聞 1957年 - ????年）
- ちゅんすけ（平和婦人新聞 1958年）
- 草太くん （中学時代二年生 1958年）
- かずっこ（平和婦人新聞 1958年 - 1961年）
- ともっぺ・もとっぺ（女学生の友 1958年 - 1959年?）
- ふしぎな影小僧（日本のこども 1958年）
- 親愛なるヨッチン（女学生の友 1959年9月 - 1961年10月）
- ABコンビ（中学生の友 1959年 - 1961年）
- あたしはホッペ（中学時代2年 1960年）
- トッコとカッコ（美しい十代 1960年6月 - 1960年12月）
- Aクン・Bチン・Cっぺ（中学生の友1年 1960年）
- 十代っぺ（美しい十代 1961年1月 - 1962年12月）
- せまいながらも（新婦人新聞 1962年）
- リトル･レデイ（女学生の友 1962年1月 - 1963年2月）
- わかものりっちゃん（アカハタ 1962年 - 1965年）
- ベビーコンビ（女学生の友 1963年4月 - 1965年3月）
- リトルフレンド（女学生の友 1965年4月 - 1966年8月）
- ポッポの鳩ちゃん（アカハタ 1966年）
- チビッコ・レディ（中二時代 1965年 - 1966年）
- まさかねくん（赤旗 1970年）

### 単行本
- おもしろ教室（子供マンガ新聞社出版局 1948年）
- 漫画太閤記 猿面冠者幼年の巻（自由出版社 1949年）
- リボンノウサチャン（保育社 1949年）
- 若草物語（集英社 1953年）
- オリバーの冒険（集英社 1953年）
- にんじん（集英社 1954年）
- アルプスの少女（集英社 1954年）
- 小公女（河出書房 1954年）
- キュリー夫人（集英社 1955年）
- 巌窟王（集英社 1956年）
- 赤毛のアン（集英社 1957年）
- アンクルトムの小屋（小学館『小学五年生』1958年10月号付録）[3]